# فوماگالی (بازیکن فوتبال)
فوماگالی (به پرتغالی: José Fernando Fumagalli) هافبک اهل برزیل است که در شهر Monte Alto، ایالت سائوپائولو و در تاریخ ۵ اکتبر ۱۹۷۷ به دنیا آمده‌است.
فوماگالی در تیم‌های فوتبال سانتوس، توکیو وردی، América-SP، Guarani، کورینتیانس، Santo André، Marília، باشگاه فوتبال سئول، Santo André، Fortaleza، Sport Recife، باشگاه ورزشی الریان، Sport Recife، واسکو دوگاما، Americana، Guarani سابقهٔ حضور دارد.